# Llangefni
Llangefni is een plaats in het Welshe graafschap en eiland Anglesey.
Llangefni telt 4662 inwoners. Het is de hoofdplaats van het eiland.

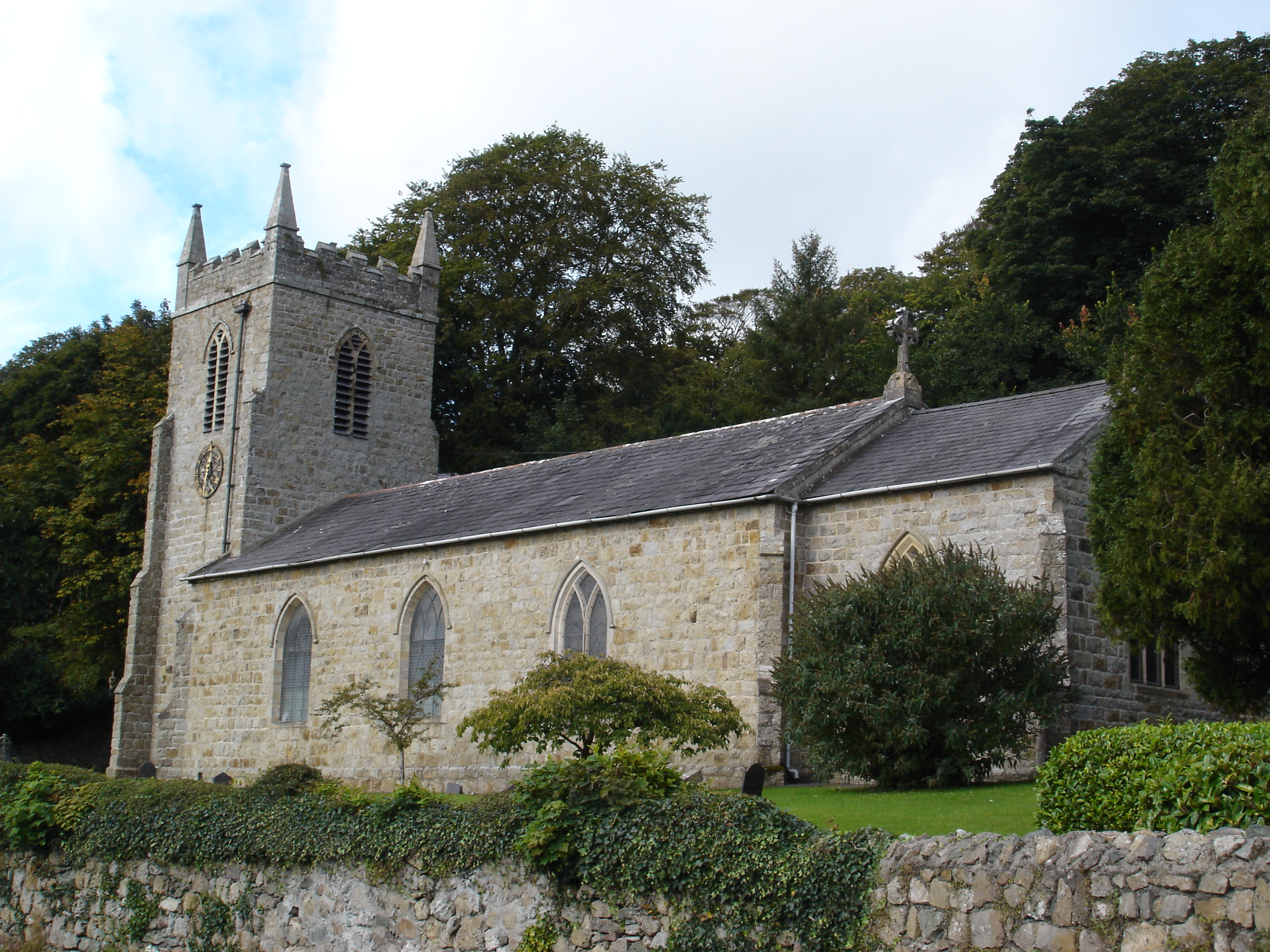
St Cyngarkerk